# Arsenal Reșița

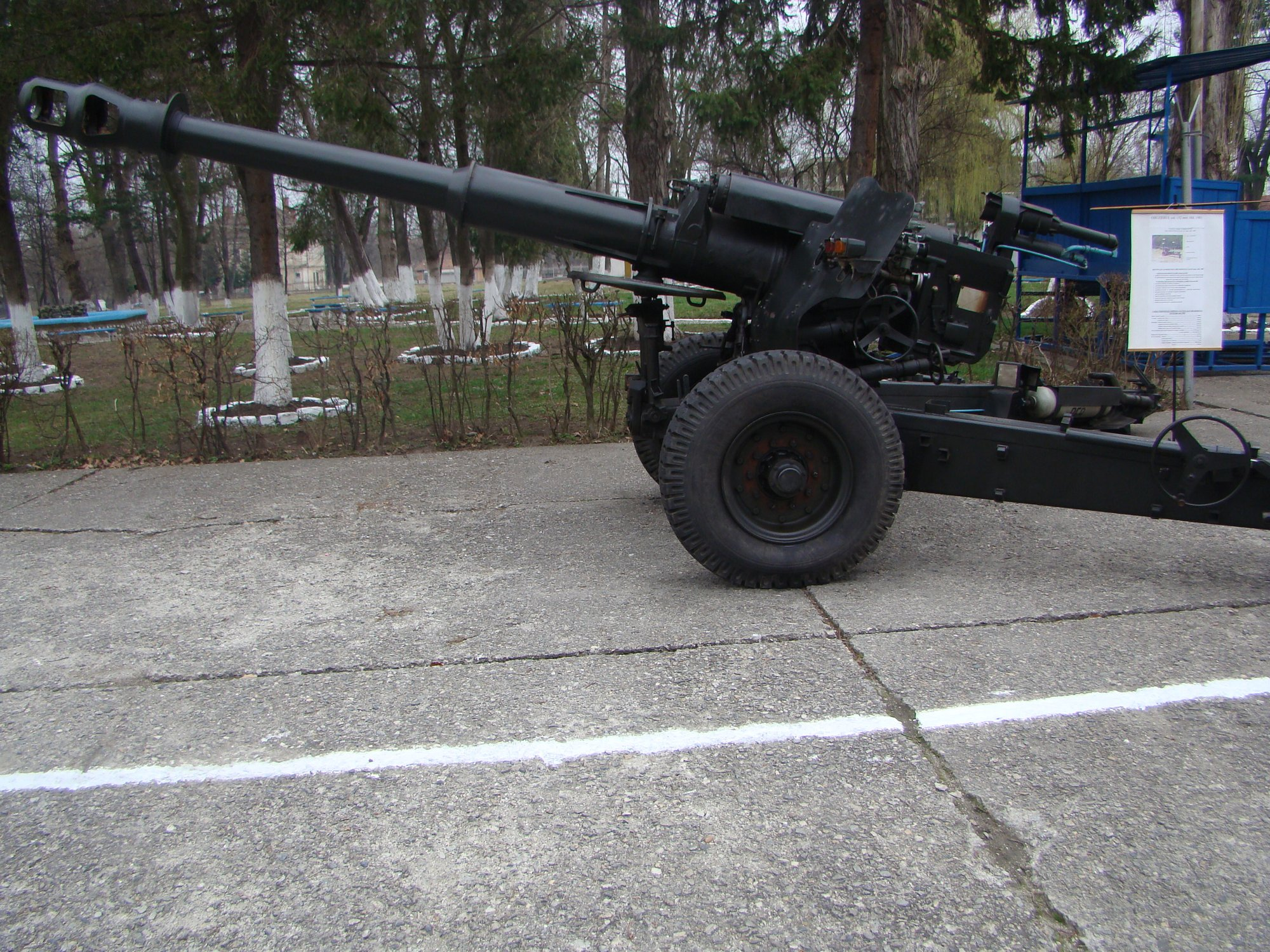
Obuzier de calibrul 152 mm Model 1981 fabricat la Arsenal Reșița.

Arsenal Reșița este o fabrică de armament din România care funcționează ca filală a companiei Romarm. A fost înființată în anul 1972 pentru a produce tunuri de calibru mare și mijlociu. Utilajele fabricii au fost importate din China în anii 1970.

## Informații financiare[4]
| Ani  | Venituri | Cheltuieli | Profit  | Inventar | Rezerve | Creanțe | Datorii | Banca și numerar | Angajați |
| ---- | -------- | ---------- | ------- | -------- | ------- | ------- | ------- | ---------------- | -------- |
| 2021 | 2235018  | 2734960    | -539873 | 262162   | 0       | 267815  | 1239083 | 170760           | 31       |
| 2020 | 2294895  | 2690981    | -453731 | 262162   | 0       | 150742  | 922641  | 211423           | 34       |
| 2019 | 2362461  | 2660377    | -373275 | 262562   | 0       | 219044  | 539644  | 52051            | 37       |
| 2018 | 4228389  | 3695220    | 440097  | 262698   | 0       | 329977  | 404051  | 14816            | 39       |
| 2017 | 1992557  | 2444722    | -576069 | 264810   | 0       | 213919  | 1997048 | 20616            | 39       |
| 2016 | 1909806  | 2313809    | -558051 | 265227   | 0       | 235601  | 1697785 | 12261            | 39       |